# كريغتون ريدمان
كريغتون ريدمان (بالإنجليزية: Creighton Redman) هو مجدف بريطاني، ولد في 24 سبتمبر 1933.